# PBio
A Petrobras Biocombustível (PBio) é uma subsidiária integral da Petrobras, responsável pelas atividades de produção, logística e comercialização de biocombustíveis.

## Histórico
A PBio foi constituída em 16 de junho de 2008, seguindo a tendência mundial de descarbonização da matriz de combustíveis, com a transição energética para as energias renováveis.
A produção de biocombustíveis no Brasil tem destaque na economia desde nos anos 1970, quando foi criado o Pró-Alcool, no contexto da Crise do Petróleo e do forte aumento do preço dos combustíveis.
Nos anos 1990, com a queda no preço dos derivados de petróleo, a Lei nº 8.723/1993 determinou a adição de 22% de etanol anidro na gasolina, com alterações nos anos seguintes. Posteriormente, a lei n° 11.097/2005 determinou a adição obrigatória de biodiesel ao diesel, iniciando no patamar 2%, que foi sendo elevado ao longo dos anos.
Em 2010, a companhia investiu no ramo sucroalcooleiro adquirindo a participação acionária da Guarani dividindo o controle com a Tereos. Em 2016, anunciou a venda da ações da empresa. A conclusão foi efetivada em 2017.
Em 2020, a companhia vendeu a participação que tinha na Bambuí Bioenergia.
Em 2021, foi vendida a totalidade da participação que a PBio tinha na BSBios – que é proprietária de usinas de biodiesel em Passo Fundo (RS) e Marialva (PR) – para a RPBio.

## Unidades
A PBio tem três usinas de biodieselː
- Usina de Montes Claros (MG)ː com capacidade produtiva de 167 mil m³/ano;[1]
- Usina de Candeias (BA)ː com capacidade produtiva de 304 mil m³/ano;[1]
- Usina de Quixadá (CE)ː em estado de hibernação, com capacidade produtiva de 109 mil m³/ano.[1]